# Fotu La
Fotu La är ett bergspass i Indien. Det ligger i unionsterritoriet Ladakh, i den norra delen av landet, på gränsen till Kashmir. Fotu La ligger 4 100 meter över havet i Himalaya.
Trakten runt Fotu La är ofruktbar med liten eller ingen växtlighet.